# Улица Бусиновская Горка
У́лица Буси́новская Го́рка (до 15 января 1982 года — проектируемый проезд № 158) — улица в районе Западное Дегунино Северного административного округа Москвы, между улицами Краснополянская и Маршала Федоренко. Проходит от въезда в микрорайон Бусиново по его восточной границе от пересечения с улицами Маршала Федоренко и Ижорской мимо Бусиновского мясоперерабатывающего комбината до пересечения с Краснополянской улицей.

## Происхождение названия
Название Бусиновская Горка дано по прежнему названию одной из улиц известного с XIV века подмосковного села Бусиново (в границах Москвы с 1960 года, на месте которого в начале 1980-х годов возник микрорайон Бусиново.

## История
Улица Бусиновская Горка была открыта в 1982 году одновременно с застройкой микрорайона Бусиново.

## Примечательные здания и сооружения
Между улицами Ижорская и Бусиновская Горка расположен построенный в 1859 году храм преподобного Сергия Радонежского в Бусинове. С начала 1990-х годов храм вновь перешёл в число действующих и с тех пор проходит постепенное восстановление. Храм находится по адресу Ижорская улица, дом 1.

## Транспорт
По улице Бусиновская Горка курсируют автобусы
- № 270 — Лобненская улица —  Речной вокзал
- № 499 — Бусиново —  Лианозово
- № 656 — Бусиново —  Селигерская
- № 673 — Бусиново —  Речной вокзал

В непосредственной близости от микрорайона Бусиново в декабре 2017 года открыта станция метро  Ховрино Замоскворецкой линии, которая расположена на пересечении улиц Дыбенко и Зеленоградской, и 23 ноября 2020 года открылась железнодорожная платформа Ховрино Ленинградского направления главного хода Октябрьской железной дороги.